# Franciszek Firlej Konarski
Franciszek Firlej Konarski herbu Lewart (zm. przed 29 maja 1744 roku) – kasztelan biecki w 1736 roku, wojski oświęcimski w latach 1728–1736, konsyliarz i delegat województwa krakowskiego w konfederacji dzikowskiej w 1734 roku. W 1742 odznaczony orderem Orła Białego.